# Bain de sang
Bain de sang est une voie d'escalade sportive, située à Pompaples en Suisse, au lieu-dit de Saint-Loup. Elle a été ouverte en 1993 par Fred Nicole. Elle est cotée 9a (5.14d, en cotation américaine), et est l'une des voies les plus dures du monde. Lors de son ouverture, elle était la troisième de ce niveau après Action directe et Om. C'est la première voie de ce niveau qui a été réussie par une femme ; Josune Bereziartu l'a gravi en 2002.

## Description
Le secteur de Saint-Loup possède cinq principaux secteurs :  Trésor du bunker, Bain de sang, Pillier, Dièdre et Guêpes. Dans ce secteur, il y a trois autres voies d'un niveau 9 : Bimbaluna (9a/9a+), La Chimère (9a/9a+) et Ultime souffrance (9a).
C'est une voie en dalle réputée pour avoir des prises agressives en « lames de rasoirs » ; c'est d'ailleurs ce qui lui a valu son nom. Par son aspect de dalle légèrement déversante, elle est très technique et le crux se situe à la fin. Elle est composée de mouvements complexes et nécessite une extrême sensibilité et précision.
L'escalade fait 35 mouvements et 20 mètres de haut. Selon Franco Crani, elle peut être divisée en deux parties d'environ 10 mètres : la première d'un niveau 8b+/8c avec un pas de niveau bloc 7C+/8A tandis que la seconde est encore plus dure d'une difficulté de 8c avec un pas de 8A/8A+.

## Première ascension
- Fred Nicole (FA le 01/09/1993)

## La cotation
Lors de son ouverture, la voie était cotée 9a/9a+ (5.14d/5.15a). Sa cotation a été revue à la baisse après les ascensions d’Iker Pou ou de Dave Graham, ce dernier ayant revu la cotation à 8c+. Cependant il est connu pour « sous-coter » les voies et son avis reste personnelen particulier pour une voie avec un style si particulier. Quant à Iker Pou, il propose la cotation de 8c+/9a car il juge la voie plus facile que Action directe (9a) mais toutefois plus dure que Elfe (escalade) (8c+).
Il y a des soupçons de taillage de prises qui aurait diminué la cotation après les premières ascensions de Fred Nicole et son frère François. Cependant Josune avait choisi de grimper cette voie en 2002 car sa cotation de 9a était plutôt bien établie.

## Répétitions
- Fred Nicole première ascension le 1er septembre 1993
- François Nicole en 1997
- Fred Rouhling en 2001
- Cédric Bersandi en 2002
- David Hohl en 2002
- Josune Bereziartu le 29 octobre 2002 : ascension après travail en une vingtaine d'essais[11]
- Iker Pou le 18 mars 2003
- Alessandro Lamberti (it) en avril 2004[14]
- Stephan Schibli le 1er juin 2004
- Dave Graham le 13 avril 2005 : ascension après travail en trois essais[15]
- Ricardo Scarian le 3 février 2006
- Maurizio Zanolla le 3 février 2006
- Titouan Dechamboux le 3 décembre 2016
- Alessandro Zeni le 21 février 2017
- Mathieu Holtz le 25 octobre 2018